# معدل نقل البتات
معدل نقل البت أو معدل نقل البيانات (بالإنجليزية: Bit Rate)‏ هي السعة التي يسمح بها لنظام ما لكي ينقل البيانات عبر اتصال ما وتقاس هذه الكمية بوحدة القياس (البايت) كل فترة زمنية (كل شهر مثلا يسمح لك بالعدد كذا من البايتات).
ويعرف أيضاً بأنه: الطريق الذي تسري به البيانات في أي أتجاه أو جهة كانت (إرسال، استقبال)، وهو محدود وكلما كان كبيراً كان أفضل، ويلعب دور أساسي في زيادته أو نقصانه المكونات الفيزيائية للسلك الناقل للبيانات. ويمكن إعطاء مثال على ما سبق من حياتنا اليومية؛ كالطريق السريع!، كلما اتسع أكثر زاد عدد السيارات المارة به، وتعتبر أسلاك الألياف الضوئية من أنسب وأفضل أسلاك نقل للبيانات، بسبب عرض النطاق الكبير جداً الذي يمنحه.

## كيفية حساب معدل نقل البيانات
في الشبكات وأجهزة الإتصلات يحسب معدل نقل البيانات بالبت لكل ثانية بت/ثانية.
ولكن في العتاد الخاص بالحاسوب تحسب بحسب الاستخدام التجاري المناسب لها، مثلا معدل نقل البيانات في ملفات الفيديو والصوت تحسب بالبت لكل ثانية، ولكن في بعض المكونات الداخلية تحسب بالبايت لكل ثانية مثل الذاكرة وكروت الشاشة.
للحصول على قيمة نقل البيانات بت/ثانية نضرب قيمة التردد(بالميجاهيرتز) في عرض النطاقة أو عرض الموجة لنحصل على القيمة بالميجابايت.
الميجاهيرتز يساوي مليون نبضة في الثانية.
مثال
لحساب معدل نقل البيانات بين المعالج المركزي والذاكرة الرئيسية.
نفرض أن عرض نطاق المسارات التي تنقل البيانات إلى المعالج من الذاكرة هو 64 بت وان تردد الناقل الذي يربط بين المعالج والذاكرة هو 800 ميجاهرتز.
إداً معدل نقل البيانات == 64 بت × 800 ميجاهيرتز= 51200 ميجابت/ثانية == 6400 ميجابايت/ثانية (تم التقسيم على 8 للتحويل من بت إلى بايت)
المسارات التي تنقل البيانات تسمى الناقلات (Buses) وهي مسئولة عن نقل البيانات من وإلى أجهزة الحاسوب الداخلية مثل الذاكرة والمعالج وأجهزة الإخراج والإدخال. وتقاس سعتها بالبت وكلما كان سعة الناقلات (Buses) كبير كلما كان أداء النظام أسرع وأفضل ومنها أنواع مختلفة.